# Basílica Menor de Nossa Senhora do Pilar (Ouro Preto)
A Basílica Menor Nossa Senhora do Pilar de Ouro Preto, Minas Gerais, popularmente chamada Igreja Matriz Nossa Senhora do Pilar, é uma das edificações católicas mais conhecidas entre as que foram erguidas durante o ciclo do ouro. É monumento tombado pelo Instituto do Patrimônio Histórico e Artístico Nacional (IPHAN). Está localizada na Praça Monsenhor Castilho Barbosa.

## História
A devoção de Nossa Senhora do Pilar foi trazida provavelmente de São Paulo, na bandeira de Bartolomeu Bueno, tendo a imagem sido entronizada na primitiva capelinha que antecedeu o templo.
A presente Igreja foi construída em torno de uma capela erguida a partir de 1696 ou nos primeiros anos do século XVIII, e ampliada em 1712 com recursos dos devotos, embora as intervenções principais tenham seguido até o final do século. Segundo consta nos registros, a construção foi incentivada pelo próprio governador.
A Paróquia do Pilar foi a mais rica e populosa em Vila Rica, já que reuniu o maior número de irmandades e, por isso, a Matriz recebeu mais ornamentos em preparação para uma "boa morte". As irmandades tinham lugares específicos dentro do templo, uma forma de representar e expressar a hierarquia social dos fiéis. O Livro de Compromissos relacionava a participação da Irmandade do Santíssimo Sacramento (1712), além da de Nossa Senhora do Pilar (1712), São Miguel e Almas (1712), Rosário dos Pretos (1715), Senhor dos Passos (1715), Sant'Anna (primeiro quartel) e Nossa Senhora da Conceição (até o primeiro terço do século XVIII).

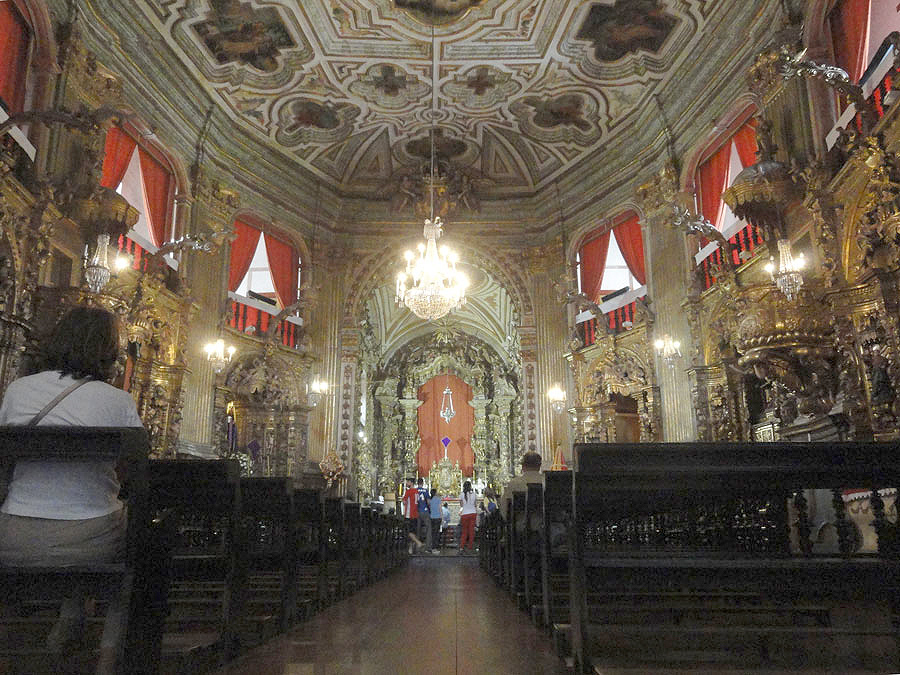
Vista da nave.

A construção foi iniciada pela nave, ao contrário do costume da época, quando se iniciava pela capela-mor. Isso se deve à necessidade de conservar a primitiva capela para que o culto não fosse interrompido. No entanto, isso ocorreu entre 1731 e 1733, quando a capela foi enfim demolida. Neste período o Santíssimo Sacramento foi transferido para a Igreja do Rosário. Sua volta para o Pilar se deu em uma grande festividade, a procissão do Triunfo Eucarístico, que se tornou famosa na história de Ouro Preto.
A decoração da nave foi executada entre 1735 e 1737, incluindo a reinstalação de altares laterais em talha dourada datados de um período anterior. A capela-mor foi construída e decorada entre 1741 e 1754, mas as obras sofreram interrupções por motivo da falência de Antônio Francisco Pombal em 1744, e pela morte do entalhador Francisco Xavier de Brito em 1751. Neste ano o arco do cruzeiro foi concluído.
A decoração levou mais vinte anos para ser terminada, ocorrendo em meio a problemas estruturais na abóbada, que sofria  infiltração de chuva. Outras dificuldades vieram da instabilidade de uma das torres, que ameaçava cair, tendo sido substituída em 1781 sua estrutura de taipa por uma de alvenaria de pedra. O mesmo problema afligiu mais tarde uma das paredes laterais, substituída em 1825 também por alvenaria. Em 1848 foram concluídos o frontispício em pedra e a outra torre. A fachada atual, construída em meados do século XIX, substitui a do século XVIII, constituindo-se, segundo informa o IPHAN, "numa espécie de síntese dos frontispícios do Rosário e São Francisco, tendo sofrido influência ainda do Carmo no frontão, conforme assinala Germain Bazin".

## Aspectos arquitetônicos e artísticos

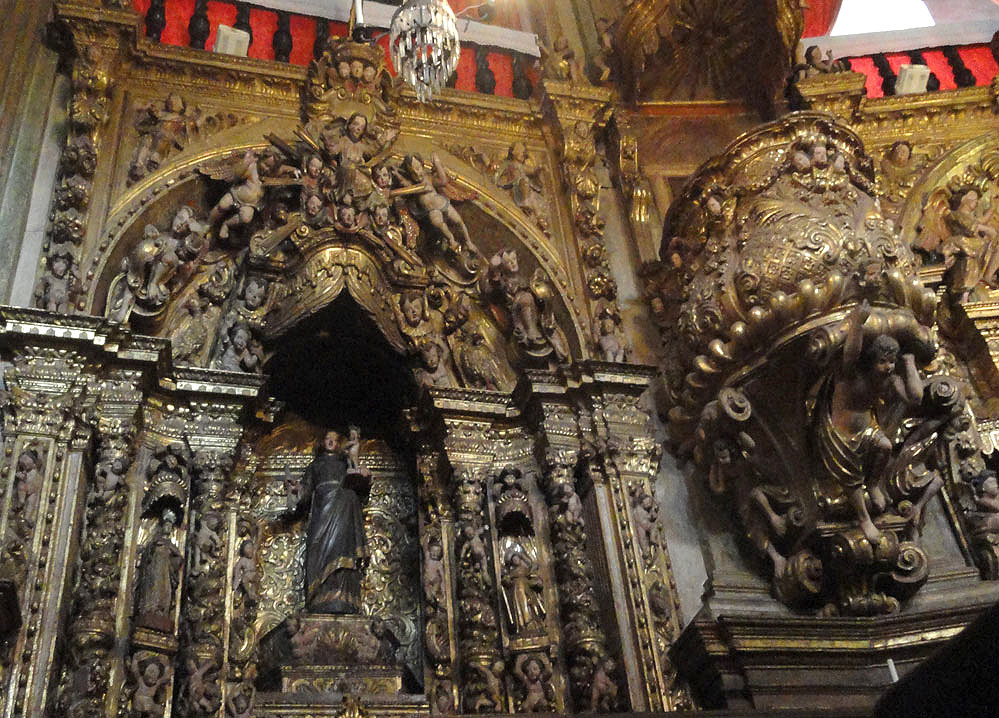
Detalhe do altar de Santo Antônio e do púlpito.

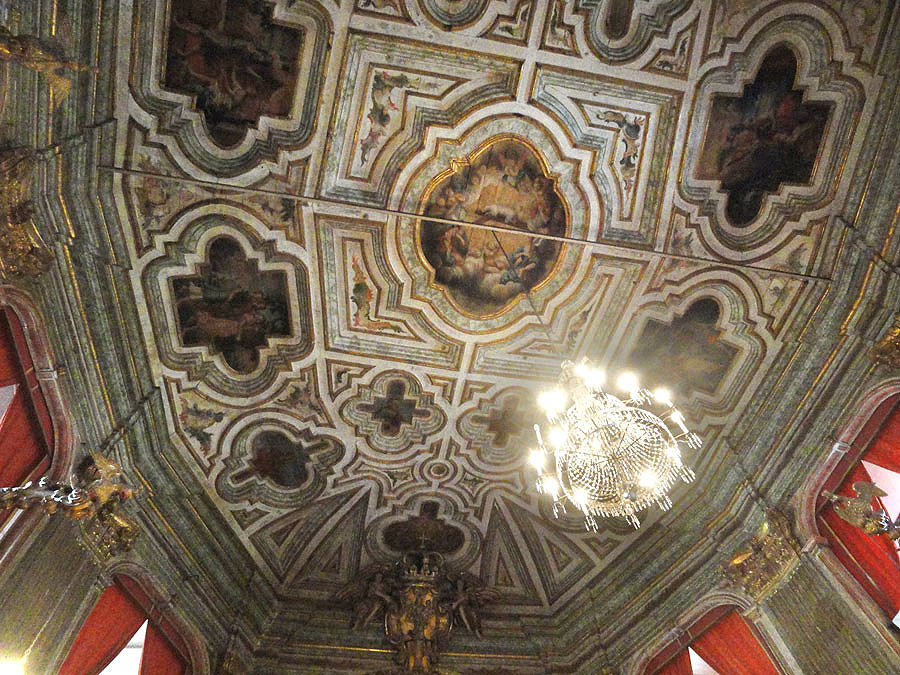
Detalhe do teto da nave.

Seu projeto é atribuído ao engenheiro militar Pedro Gomes Chaves Xavier a partir de traçado poligonal de 1736 atribuído a Antônio Francisco Pombal. Na apreciação do IPHAN, o traçado segue o modelo Barroco tradicional em Minas Gerais,
"[...] caracterizado pela justaposição de duas formas quadrangulares, a primeira correspondente à nave ou corpo da igreja, e a segunda, mais alongada, à capela-mor e sacristia, tendo no segundo pavimento o tradicional consistório. O acesso à sacristia é feito por corredores laterais encimados por tribunas. A forma poligonal da nave advém de uma estrutura postiça de madeira, com pesados esteios que suportam a armação dos retábulos e as tribunas, prolongando-se até a cobertura".
Uma das peculiaridades deste templo é a transposição da porta de entrada, um recurso utilizado para causar "uma sensação de surpresa e encanto".
Seu interior é ornamentado com o trabalho de carpintaria, segundo Adalgisa Campos, feito por Antônio da Silva e Antonio Francisco Pombal, irmão do pai de Aleijadinho. Ela refere ainda que os altares de São Miguel, dos Passos, Rosário dos Pretos e Sant'Anna foram feitos entre 1733 e 1735 por Manoel de Brito. O único altar que não teve seus trabalhos foi o de Santo Antônio. O IPHAN, por outro lado, declara que ...
"Nada se conhece a respeito dos altares laterais e púlpitos construídos por confrarias particulares. Em número de seis, sabe-se que os altares dedicados a Santo Antônio e Nossa Senhora das Dores (primeiro e terceiro do lado do Evangelho) são anteriores aos demais, tendo pertencido talvez à igreja primitiva. Já os coroamentos foram provavelmente refeitos por Antônio Francisco Pombal. Os quatro altares restantes e os dois púlpitos são inteiramente dourados e caracterizam-se pelo Barroco requintado, com profusa ornamentação. Todo o conjunto deve se situar no período compreendido entre 1730 e 1740".
A talha variou do Estilo Nacional Português ao Joanino, que compreendem duas fases do Barroco. O trabalho de pintura e um artifício "cênico", a marmorização, foram feitos por João de Carvalhais e Bernardo Pires.

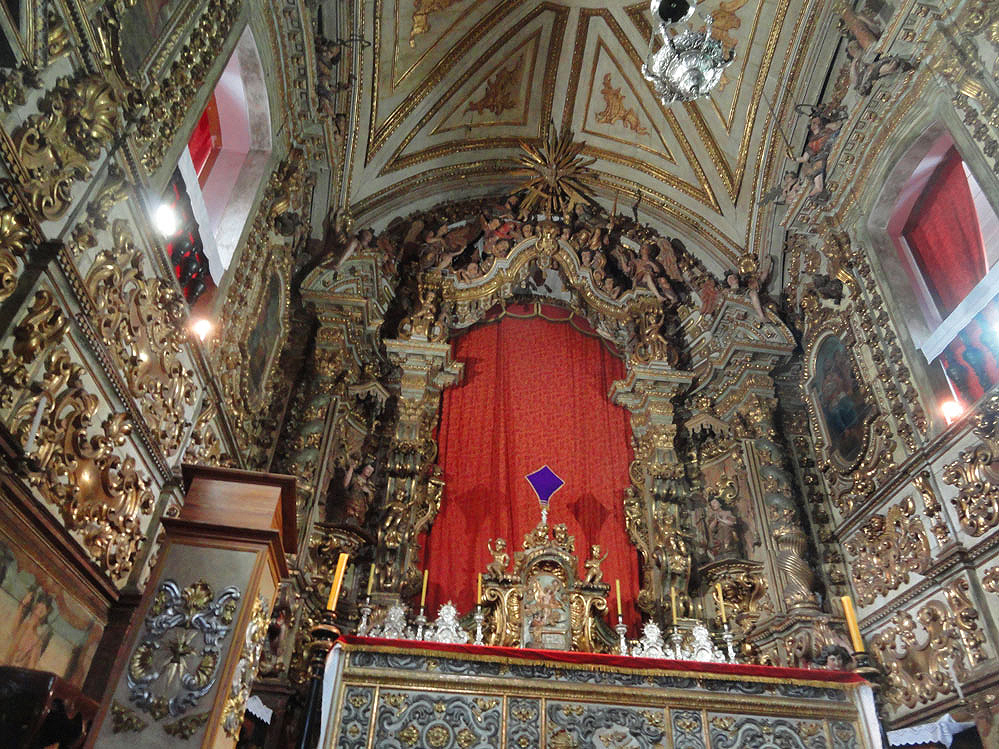
Detalhe da capela-mor.

A talha da capela-mor, considerada a obra-prima do gênero no período, foi realizada por Francisco Xavier de Brito e executada de 1746 a 1751, ou seja, até a sua morte. O trabalho inclui a Virgem do Pilar entronizada em local tradicionalmente reservado ao Santíssimo Sacramento e a coroação é rodeada por vários anjos e querubins de diferentes tamanhos. As colunas salomônicas e as pilastras chamadas de quartelões foram adotadas como elementos de suporte, mas também exaltam a força e a virilidade.
O arco-cruzeiro teve o trabalho do entalhador Ventura Alves Carneiro em 1751. O resplendor do trono da capela-mor recebeu em 1754 a talha de José Coelho de Noronha.
O forro da nave tem um conjunto pictórico rococó de 1768 também atribuído a João de Carvalhais. São quinze painéis com molduras marmorizadas e faiscadas que retratam passagens do Antigo Testamento.

## Museu de Arte Sacra do Pilar
Na sacristia está o Museu de Arte Sacra do Pilar, que reúne cerca de 8 mil peças dos séculos XVII ao XIX, além de documentos e algumas das vestimentas usadas na celebração do Santíssimo Sacramento e Semana Santa.

## Intervenções patrimoniais

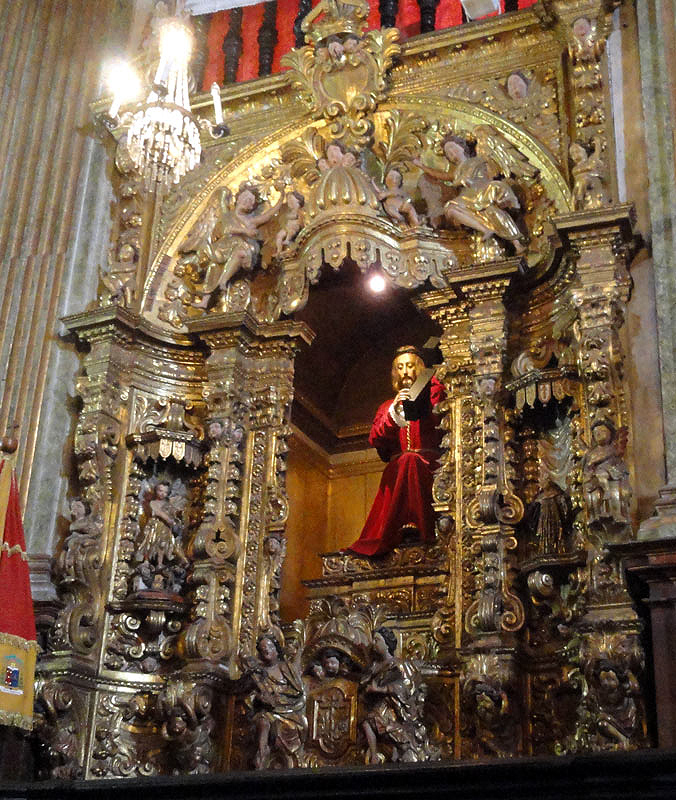
Detalhe do altar do Senhor dos Passos.

Periodicamente, ocorreram ampliações de ornamentos, mas, entre as obras necessárias para manter a estrutura física do templo devem ser destacadas: o reparo urgente de uma torre, em 1781; a subtituição de uma parede de taipa em 1825, já que desde 1818 ela ameaçava ruir; e o término do frontispício e torre do Evangelho em 1848.
O tombamento pelo IPHAN aconteceu em 1939. O instituto realizou trabalhos de douramento e pintura entre 1952 e 1965.
Em março de 2010, o IPHAN começou a realizar a pintura externa e a limpeza das cantarias e fachadas do templo. A igreja também é tombada pelo IEPHA.
O templo teve também obras no telhado e instalação de para-raios.
As cores seguem o padrão cromático atual e as características de uma fotografia datada de 1988, data da última vez que o templo foi pintado. As cores são vermelho sangue-de-boi, verde colonial e amarelo ocre nas janelas, portas e molduras;  alvenarias em branco-neve; e gradis em preto. As molduras em massa, em amarelo claro, estão nos cunhais posteriores, cimalhas e volutas do frontão da fachada principal.
A tinta utilizada, nas atuais intervenções, é mais natural, à base de silicato e com a cal, aspectos que conferem mais durabilidade, resistência, impermeabilidade e desempenho técnico.

## Elevação a Basílica
No dia 1º de Dezembro de 2012, em solene cerimônia, a Igreja Matriz de Nossa Senhora do Pilar foi elevada à condição de Basílica Menor.